# Hartinkov
Hartinkov település Csehországban, a Svitavyi járásban. Hartinkov Vysoká, Bouzov, Vrážné, Chornice és Vranová Lhota településekkel határos. Lakosainak száma 53 fő (2024. január 1.).

## Népesség
A település lakosságának változását az alábbi diagram mutatja:
| Lakosok száma | 426  | 385  | 299  | 131  | 101  | 68   | 50   | 55   | 54   | 53   |
|               | 1869 | 1890 | 1921 | 1950 | 1980 | 2001 | 2017 | 2019 | 2022 | 2024 |